# Torna a 2008. évi nyári olimpiai játékokon
A 2008. évi nyári olimpiai játékokon a torna tizennyolc versenyszámában osztottak érmeket. A férfiaknál a nyolc hagyományos szertornaszám mellett a trambulin is a programban volt, a nőknél pedig a hat hagyományos szertornaszám és a trambulin mellett két ritmikus gimnasztika versenyszám is szerepelt. A versenyeket 2008. augusztus 9. és 19. között rendezték a Pekingi Nemzeti Technikai Stadionban.

## Összesített éremtáblázat
A rendező ország csapata eltérő háttérszínnel, az egyes számoszlopok legmagasabb értéke vagy értékei vastagítással kiemelve.
| A 2008. évi nyári olimpiai játékok összesített éremtáblázata tornában | A 2008. évi nyári olimpiai játékok összesített éremtáblázata tornában | A 2008. évi nyári olimpiai játékok összesített éremtáblázata tornában | A 2008. évi nyári olimpiai játékok összesített éremtáblázata tornában | A 2008. évi nyári olimpiai játékok összesített éremtáblázata tornában | Olimpia  |
| --------------------------------------------------------------------- | --------------------------------------------------------------------- | --------------------------------------------------------------------- | --------------------------------------------------------------------- | --------------------------------------------------------------------- | -------- |
|                                                                       | Ország                                                                | Arany                                                                 | Ezüst                                                                 | Bronz                                                                 | Összesen |
| 1.                                                                    | Kína (CHN)                                                            | 11                                                                    | 2                                                                     | 5                                                                     | 18       |
| 2.                                                                    | Egyesült Államok (USA)                                                | 2                                                                     | 6                                                                     | 2                                                                     | 10       |
| 3.                                                                    | Oroszország (RUS)                                                     | 2                                                                     | 0                                                                     | 2                                                                     | 4        |
| 4.                                                                    | Románia (ROU)                                                         | 1                                                                     | 0                                                                     | 1                                                                     | 2        |
| 5.                                                                    | Észak-Korea (PRK)                                                     | 1                                                                     | 0                                                                     | 0                                                                     | 1        |
| 5.                                                                    | Lengyelország (POL)                                                   | 1                                                                     | 0                                                                     | 0                                                                     | 1        |
|                                                                       |                                                                       |                                                                       |                                                                       |                                                                       |          |
| 7.                                                                    | Japán (JPN)                                                           | 0                                                                     | 2                                                                     | 0                                                                     | 2        |
| 7.                                                                    | Kanada (CAN)                                                          | 0                                                                     | 2                                                                     | 0                                                                     | 2        |
| 9.                                                                    | Fehéroroszország (BLR)                                                | 0                                                                     | 1                                                                     | 1                                                                     | 2        |
| 9.                                                                    | Franciaország (FRA)                                                   | 0                                                                     | 1                                                                     | 1                                                                     | 2        |
| 9.                                                                    | Németország (GER)                                                     | 0                                                                     | 1                                                                     | 1                                                                     | 2        |
| 12.                                                                   | Dél-Korea (KOR)                                                       | 0                                                                     | 1                                                                     | 0                                                                     | 1        |
| 12.                                                                   | Horvátország (CRO)                                                    | 0                                                                     | 1                                                                     | 0                                                                     | 1        |
| 12.                                                                   | Spanyolország (ESP)                                                   | 0                                                                     | 1                                                                     | 0                                                                     | 1        |
|                                                                       |                                                                       |                                                                       |                                                                       |                                                                       |          |
| 15.                                                                   | Ukrajna (UKR)                                                         | 0                                                                     | 0                                                                     | 2                                                                     | 2        |
| 15.                                                                   | Üzbegisztán (UZB)                                                     | 0                                                                     | 0                                                                     | 2                                                                     | 2        |
| 17.                                                                   | Nagy-Britannia (GBR)                                                  | 0                                                                     | 0                                                                     | 1                                                                     | 1        |
|                                                                       |                                                                       |                                                                       |                                                                       |                                                                       |          |
| Összesen                                                              | Összesen                                                              | 18                                                                    | 18                                                                    | 18                                                                    | 54       |

## Férfi

### Éremtáblázat
| A 2008. évi nyári olimpiai játékok éremtáblázata férfi tornában | A 2008. évi nyári olimpiai játékok éremtáblázata férfi tornában | A 2008. évi nyári olimpiai játékok éremtáblázata férfi tornában | A 2008. évi nyári olimpiai játékok éremtáblázata férfi tornában | A 2008. évi nyári olimpiai játékok éremtáblázata férfi tornában | Olimpia  |
| --------------------------------------------------------------- | --------------------------------------------------------------- | --------------------------------------------------------------- | --------------------------------------------------------------- | --------------------------------------------------------------- | -------- |
|                                                                 | Ország                                                          | Arany                                                           | Ezüst                                                           | Bronz                                                           | Összesen |
| 1.                                                              | Kína (CHN)                                                      | 8                                                               | 1                                                               | 1                                                               | 10       |
| 2.                                                              | Lengyelország (POL)                                             | 1                                                               | 0                                                               | 0                                                               | 1        |
|                                                                 |                                                                 |                                                                 |                                                                 |                                                                 |          |
| 3.                                                              | Japán (JPN)                                                     | 0                                                               | 2                                                               | 0                                                               | 2        |
| 4.                                                              | Egyesült Államok (USA)                                          | 0                                                               | 1                                                               | 1                                                               | 2        |
| 4.                                                              | Franciaország (FRA)                                             | 0                                                               | 1                                                               | 1                                                               | 2        |
| 6.                                                              | Dél-Korea (KOR)                                                 | 0                                                               | 1                                                               | 0                                                               | 1        |
| 6.                                                              | Horvátország (CRO)                                              | 0                                                               | 1                                                               | 0                                                               | 1        |
| 6.                                                              | Kanada (CAN)                                                    | 0                                                               | 1                                                               | 0                                                               | 1        |
| 6.                                                              | Spanyolország (ESP)                                             | 0                                                               | 1                                                               | 0                                                               | 1        |
|                                                                 |                                                                 |                                                                 |                                                                 |                                                                 |          |
| 10.                                                             | Oroszország (RUS)                                               | 0                                                               | 0                                                               | 2                                                               | 2        |
| 11.                                                             | Nagy-Britannia (GBR)                                            | 0                                                               | 0                                                               | 1                                                               | 1        |
| 11.                                                             | Németország (GER)                                               | 0                                                               | 0                                                               | 1                                                               | 1        |
| 11.                                                             | Ukrajna (UKR)                                                   | 0                                                               | 0                                                               | 1                                                               | 1        |
| 11.                                                             | Üzbegisztán (UZB)                                               | 0                                                               | 0                                                               | 1                                                               | 1        |
|                                                                 |                                                                 |                                                                 |                                                                 |                                                                 |          |
| Összesen                                                        | Összesen                                                        | 9                                                               | 9                                                               | 9                                                               | 27       |

### Érmesek
| A 2008. évi nyári olimpiai játékok érmesei férfi tornában | | | |
| Versenyszám                                               | Arany | Ezüst | Bronz |
| Gyűrű                                                     | Csen Ji-ping (Chen Yibing) · Kína (CHN) · 16,600 | Jang Vej (Yang Wei) · Kína (CHN) · 16,625                                                                                      | Olekszandr Vorobjov · Ukrajna (UKR) · 16,325                                                                                |
| Korlát                                                    | Li Hsziao-peng (Li Xiaopeng) · Kína (CHN) · 16,450 | Ju Voncshol · Dél-Korea (KOR) · 16,250                                                                                         | Anton Fokin · Üzbegisztán (UZB) · 16,200                                                                                    |
| Lólengés                                                  | Hsziao Csin (Xiao Qin) · Kína (CHN) · 15,875 | Filip Ude · Horvátország (CRO) · 15,725                                                                                        | Louis Smith · Nagy-Britannia (GBR) · 15,725                                                                                 |
| Nyújtó                                                    | Cou Kaj (Zou Kai) · Kína (CHN) · 16,200 | Jonathan Horton · Egyesült Államok (USA) · 16,175                                                                              | Fabian Hambüchen · Németország (GER) · 15,875                                                                               |
| Talaj                                                     | Cou Kaj (Zou Kai) · Kína (CHN) · 16,050 | Gervasio Deferr · Spanyolország (ESP) · 15,775                                                                                 | Anton Golocuckov · Oroszország (RUS) · 15,725                                                                               |
| Ugrás                                                     | Leszek Blanik · Lengyelország (POL) · 16,537 | Thomas Bouhai · Franciaország (FRA) · 16,537                                                                                   | Anton Golocuckov · Oroszország (RUS) · 16,475                                                                               |
| Egyéni összetett                                          | Jang Vej (Yang Wei) · Kína (CHN) · 94,575 | Ucsimura Kóhei · Japán (JPN) · 91,975                                                                                          | Benoît Caranobe · Franciaország (FRA) · 91,925                                                                              |
| Csapat összetett                                          | Kína (CHN) · Cou Kaj (Zou Kai) · Csen Ji-ping (Chen Yibing) · Hsziao Csin (Xiao Qin) · Huang Hszü (Huang Xu) · Jang Vej (Yang Wei) · Li Hsziao-peng (Li Xiaopeng) · 286,125 | Japán (JPN) · Kasima Takehiro · Nakasze Takuja · Okigucsi Makoto · Szakamoto Kóki · Tomita Hirojuki · Ucsimura Kóhei · 278,875 | Egyesült Államok (USA) · Sasha Artemev · Raj Bhavsar · Joey Hagerty · Jonathan Horton · Justin Spring · Kevin Tan · 275,850 |

## Női

### Éremtáblázat
| A 2008. évi nyári olimpiai játékok éremtáblázata női tornában | A 2008. évi nyári olimpiai játékok éremtáblázata női tornában | A 2008. évi nyári olimpiai játékok éremtáblázata női tornában | A 2008. évi nyári olimpiai játékok éremtáblázata női tornában | A 2008. évi nyári olimpiai játékok éremtáblázata női tornában | Olimpia  |
| ------------------------------------------------------------- | ------------------------------------------------------------- | ------------------------------------------------------------- | ------------------------------------------------------------- | ------------------------------------------------------------- | -------- |
|                                                               | Ország                                                        | Arany                                                         | Ezüst                                                         | Bronz                                                         | Összesen |
| 1.                                                            | Kína (CHN)                                                    | 3                                                             | 1                                                             | 4                                                             | 8        |
| 2.                                                            | Egyesült Államok (USA)                                        | 2                                                             | 5                                                             | 1                                                             | 8        |
| 3.                                                            | Oroszország (RUS)                                             | 2                                                             | 0                                                             | 0                                                             | 2        |
| 4.                                                            | Románia (ROU)                                                 | 1                                                             | 0                                                             | 1                                                             | 2        |
| 5.                                                            | Észak-Korea (PRK)                                             | 1                                                             | 0                                                             | 0                                                             | 1        |
|                                                               |                                                               |                                                               |                                                               |                                                               |          |
| 6.                                                            | Fehéroroszország (BLR)                                        | 0                                                             | 1                                                             | 1                                                             | 2        |
| 7.                                                            | Kanada (CAN)                                                  | 0                                                             | 1                                                             | 0                                                             | 1        |
| 7.                                                            | Németország (GER)                                             | 0                                                             | 1                                                             | 0                                                             | 1        |
|                                                               |                                                               |                                                               |                                                               |                                                               |          |
| 9.                                                            | Ukrajna (UKR)                                                 | 0                                                             | 0                                                             | 1                                                             | 1        |
| 9.                                                            | Üzbegisztán (UZB)                                             | 0                                                             | 0                                                             | 1                                                             | 1        |
|                                                               |                                                               |                                                               |                                                               |                                                               |          |
| Összesen                                                      | Összesen                                                      | 9                                                             | 9                                                             | 9                                                             | 27       |

### Érmesek
| A 2008. évi nyári olimpiai játékok érmesei női tornában | | | |
| Versenyszám                                             | Arany | Ezüst | Bronz |
| Gerenda                                                 | Shawn Johnson · Egyesült Államok (USA) · 16,225 | Nastia Liukin · Egyesült Államok (USA) · 16,025                                                                                         | Cseng Fej (Cheng Fei) · Kína (CHN) · 15,950                                                                                           |
| Felemás korlát                                          | Ho Ko-hszin (He Kexin) · Kína (CHN) · 16,725 | Nastia Liukin · Egyesült Államok (USA) · 16,725                                                                                         | Jang Ji-lin (Yang Yilin) · Kína (CHN) · 16,650                                                                                        |
| Ugrás                                                   | Hong Undzsong · Észak-Korea (PRK) · 15,650 | Oksana Chusovitina · Németország (GER) · 15,575                                                                                         | Cseng Fej (Cheng Fei) · Kína (CHN) · 15,562                                                                                           |
| Talaj                                                   | Sandra Izbașa · Románia (ROU) · 15,650 | Shawn Johnson · Egyesült Államok (USA) · 15,500                                                                                         | Nastia Liukin · Egyesült Államok (USA) · 15,425                                                                                       |
| Egyéni összetett                                        | Nastia Liukin · Egyesült Államok (USA) · 63,325 | Shawn Johnson · Egyesült Államok (USA) · 62,725                                                                                         | Jang Ji-lin (Yang Yilin) · Kína (CHN) · 62,650                                                                                        |
| Csapat összetett                                        | Kína (CHN) · Cseng Fej (Cheng Fei) · Csiang Jü-jüan (Jiang Yuyuan) · Ho Ko-hszin (He Kexin) · Jang Ji-lin (Yang Yilin) · Li San-san (Li Shanshan) · Teng Lin-lin (Deng Linlin) · 188,900 | Egyesült Államok (USA) · Shawn Johnson · Nastia Liukin · Chellsie Memmel · Samantha Peszek · Alicia Sacramone · Bridget Sloan · 186,525 | Románia (ROU) · Andreea Acatrinei · Gabriela Drăgoi · Andreea Grigore · Sandra Izbașa · Steliana Nistor · Anamaria Tămârjan · 181,525 |

## Ritmikus gimnasztika
| A 2008. évi nyári olimpiai játékok érmesei ritmikus gimnasztikában | | | |
| Versenyszám                                                        | Arany | Ezüst | Bronz |
| Egyéni                                                             | Jevgenyija Kanajeva · Oroszország (RUS) · 75,500                                                                                             | Ina Zsukava · Fehéroroszország (BLR) · 71,925 | Hanna Bezszonova · Ukrajna (UKR) · 71,875 |
| Csapat                                                             | Oroszország (RUS) · Margarita Alijcsuk · Anna Gavrilenko · Tatyjana Gorbunova · Jelena Poszevina · Darja Skurihina · Natalja Zujeva · 35,550 | Kína (CHN) · Caj Tung-tung (Cai Tongtong) · Csang Suo (Zhang Shuo) · Csou Tao (Chou Tao) · Lü Jüan-jang (Lü Yuanyang) · Szuj Csien-suang (Sui Jianshuang) · Szun Tan (Sun Dan) · 35,525 | Fehéroroszország (BLR) · Aleszja Babuskina · Nasztasszja Ivankova · Zinaida Lunyina · Hlafira Marcinovics · Kszenyija Szankovics · Alina Tumilovics · 34,900 |

## Trambulin
| A 2008. évi nyári olimpiai játékok érmesei trambulinban |                                                 |                                       |                                              |
| Versenyszám                                             | Arany                                           | Ezüst                                 | Bronz                                        |
| Férfi                                                   | Lu Csun-lung (Lu Chunlong) · Kína (CHN) · 41,00 | Jason Burnett · Kanada (CAN) · 40,70  | Tung Tung (Dong Dong) · Kína (CHN) · 40,60   |
| Női                                                     | Ho Ven-na (He Wenna) · Kína (CHN) · 37,80       | Karen Cockburn · Kanada (CAN) · 37,00 | Yekaterina Xilko · Üzbegisztán (UZB) · 36,90 |